# Stafford Cripps
Sir Richard Stafford Cripps (Londra, 24 aprile 1889 – Zurigo, 21 aprile 1952) è stato un politico inglese.
Esponente del Partito Laburista, dal 1940 fu ambasciatore a Mosca. Nel 1947, come Cancelliere dello Scacchiere sotto Clement Attlee, introdusse in Inghilterra l'austerity per ristabilire la bilancia commerciale e incrementare le esportazioni.
Fu membro del Parlamento inglese dal 1931 fino al 1950 per il collegio di Bristol East, leader della Camera dei Comuni nel 1942, Ministro della Produzione Aerea dal 1942 al 1945, Rettore dell'Università di Aberdeen dal 1942 al 1945, Ministro delle Economia nel 1947 e Cancelliere dello Scacchiere dal 1947 al 1950.
Soffriva di colite ed era vegetariano, sicuramente per motivi di salute e forse anche per una scelta etica.